# Le Mas-d'Azil
Le Mas-d'Azil é uma comuna francesa na região administrativa de Occitânia, no departamento de Ariège.